# Czernik (Ukraina)
Czernik (ukr. Черник) – wieś na Ukrainie, w obwodzie iwanofrankiwskim, w rejonie nadwórniańskim. Nad potokiem Czernik.